# Johannes Colom
Johannes Colom (Amsterdam, 1623 – aldaar, 1654) was een Nederlandse boekverkoper en uitgever uit Amsterdam.

## Levensloop
Johannes Colom werd in 1623 geboren als oudste zoon van drukker en boekhandelaar Jacob Aertsz. Colom (1599 – 1673) en Barbara Jans (1601 – ?). Het beroep van boekhandelaar kwam in de familie Colom veel voor. De zus van Johannes Colom, Johanna, trouwde met boekhandelaar en cartograaf Pieter van Alphen. Zijn broer Arnold begon rond 1650 zijn eigen boekhandel. Op 11 november 1644 trouwde Johannes Colom, woonachtig op 't Water (het Damrak) in Amsterdam, met Christina Bruiningh die in Weesp woonde. Ze kregen samen één zoon, Jacob Jansz. Colom (? – 1675). Johannes Colom bestierde een boekhandel op de Dam. Van 1647 tot 1654 was Colom werkzaam als boekverkoper en daarnaast ook van 1647 tot 1650 als uitgever. Na het overlijden van Colom in 1654 nam Christina Bruiningh de boekhandel over. Hoogstwaarschijnlijk kwam Bruiningh ook uit een familie van boekhandelaren. Op 6 maart 1662 verleenden de Staten van Holland en West-Friesland haar het alleenrecht op een boek.

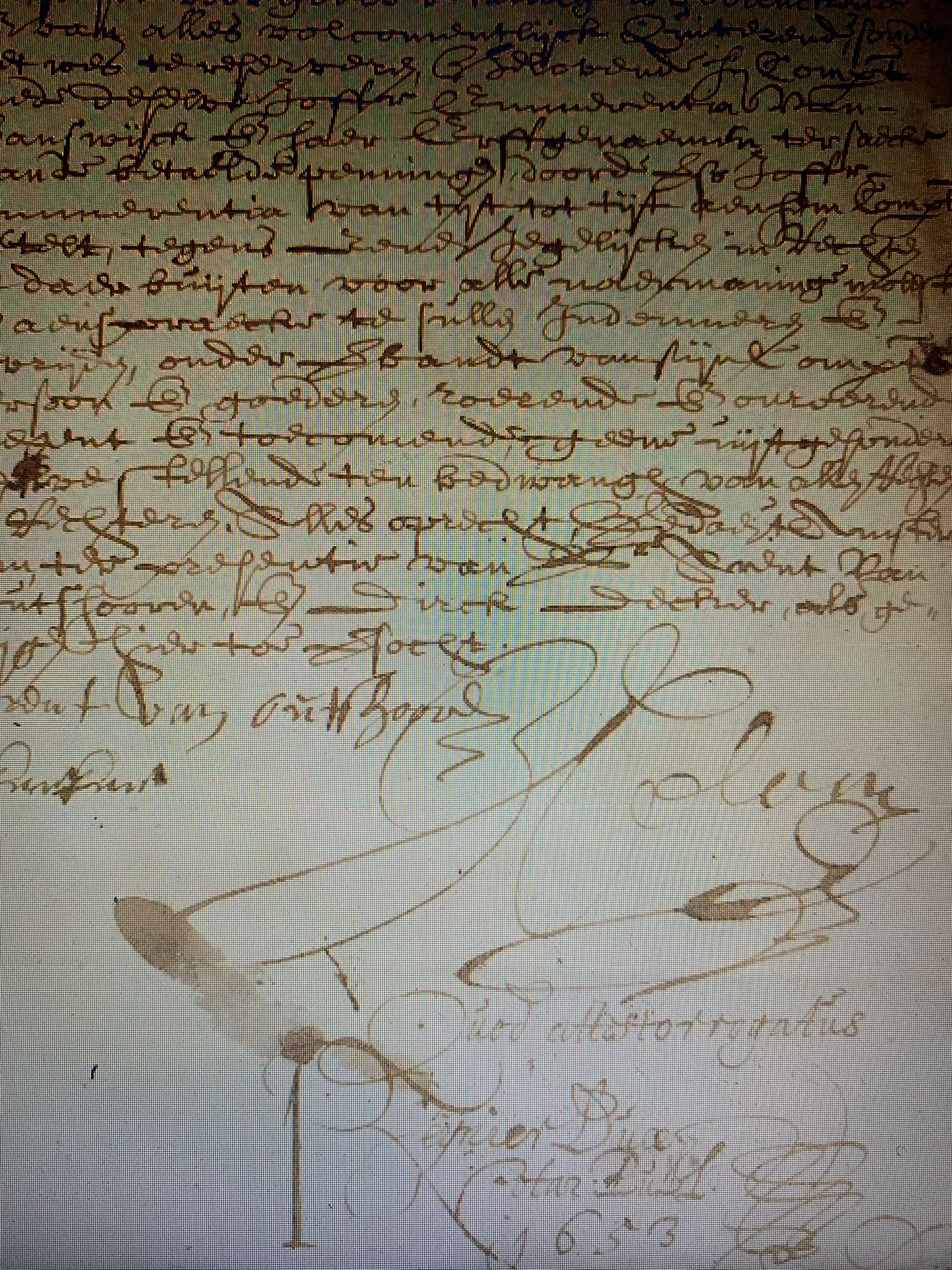
Kwitantie ondertekend door Johannes Colom, 28 december 1653.

## Boekhandel
De boekhandel van Johannes Colom werd met het volgende adres op de titelpagina's van door Colom gedrukte boeken beschreven: t' Amsterdam Bij Johannes Colom, boekverkooper op den Dam inde Vuyrige Colom. Ook op het uithangbord van de winkel stond 'In de Vurige Colom'. Op een gravure van P. H. Schut uit 1660 zijn boekwinkels bij de Amsterdamse Beurs te zien, aan het begin van wat nu het Rokin is, aan de Oude Brug over het Damrak. Links bij de poort is op de illustratie het uithangbord van de winkel van de weduwe van Colom te zien en aan de rechterkant de winkel van haar collega-boekverkoper Abraham Wolfgang.

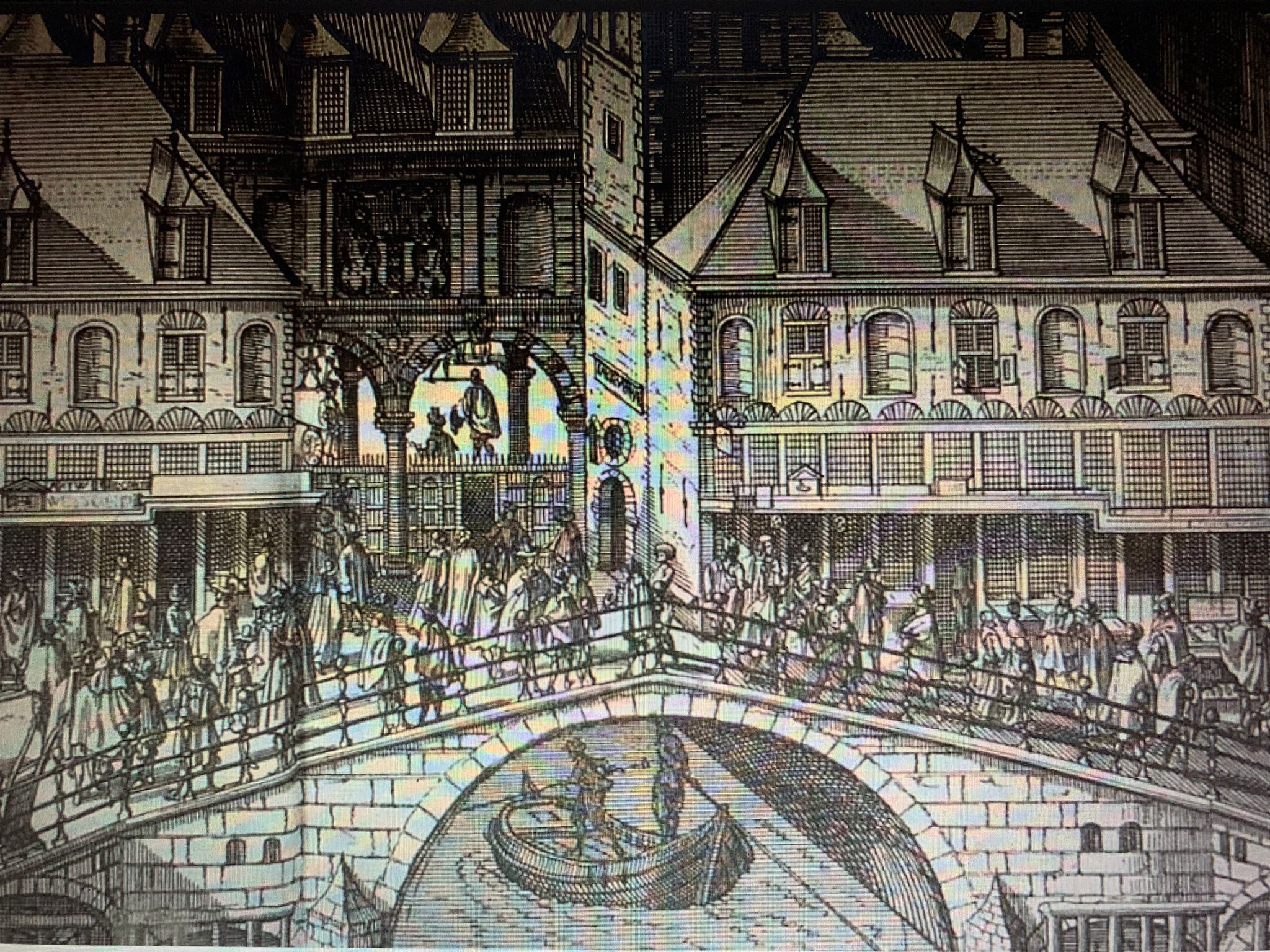
Links van de ingang van de beurs in Amsterdam, aan de Oude Brug over het Damrak is de winkel van Colom te zien.

## Uitgaven
De werken die Johannes Colom heeft gedrukt zijn wat het genre betreft sterk uiteenlopend. In 1647 drukte hij een bundeling van consulten en adviezen van rechtsgeleerden en in 1650 gaf hij een zeldzaam uit het Frans vertaald boekje uit waarin een dief over zijn avonturen vertelt. Uit het voorwoord van de bundeling met consulten en adviezen blijkt dat de Staten Generaal der Verenigde Nederlanden heeft toegezegd dat Johannes Colom met ingang van 23 januari 1647 voor een periode van vijftien jaar de de enige was die het boek Derde deel van de consultatien, advysen en advertissementen mocht drukken, uitgeven en verkopen. In 1650 gaf Johannes Colom werk van dichter Jeremias de Decker uit in de bundel, Puntdichten, die 300 gedichten bevatte. In een bericht aan de lezer sluit De Decker zijn dichtbundel af met de woorden: "indien 't u eenigsins smakelijck valt, soo sal mettertijd misschien een tweede Boexken volgen". Zes jaar later verschijnt het tweede deel, maar omdat Johannes Colom dan al is overleden, wordt het boek door zijn vader Jacob Colom uitgegeven.
- Derde deel, van de consultatien, advysen, en advertissementen, ghegeven ende gheschreven by verscheyden voortreffelijcke rechtsgeleerden in Hollandt, West-Vrieslandt, ende 't Sticht van Uytrecht. Midsgaders appendix, Volume 1, 1647[4]

- Instrumentarium Pacis, 1648[8]

- Waerachtige declaratie van sijne Conincklijke Majesteit van groot Brittanie, 1649[9]
- Puntdichten van Jeremias de Decker, 1650
- Hartspieghel. Hendrik Laurensz Spieghel, 1650.[10] In 1615 door een ander gedrukt
- Den politijcken dief. Vertaald uit het Frans door H. A. B., 1650[11][6]
- De klagende Princesse, Over d'Onrijpe Dood van haeren Man den Prince van Orangien. Jeremias de Decker, 1650[12]
- Scheeps gevecht tusschen den Commandeur Ian van Gale, met de Engelse op den 17. Maert ontrent Livorne. Jaar onbekend[13]